# رحمت ایریانتو
رحمت ایریانتو (انگلیسی: Rachmat Irianto؛ زادهٔ ۳ سپتامبر ۱۹۹۹) بازیکن فوتبال است.
وی همچنین در تیم‌های ملی فوتبال Indonesia national under-19 football team، زیر ۲۳ سال اندونزی، و اندونزی بازی کرده‌است.